# Talisia eximia
Talisia eximia är en kinesträdsväxtart som beskrevs av Kramer. Talisia eximia ingår i släktet Talisia och familjen kinesträdsväxter. Inga underarter finns listade i Catalogue of Life.